# Timmy Mayer
Timothy Mayer (22 de fevereiro de 1938 – 28 de fevereiro de 1964) foi um automobilista norte-americano que participou do Grande Prêmio dos Estados Unidos de 1962 de Fórmula 1.